# Фламандська опера

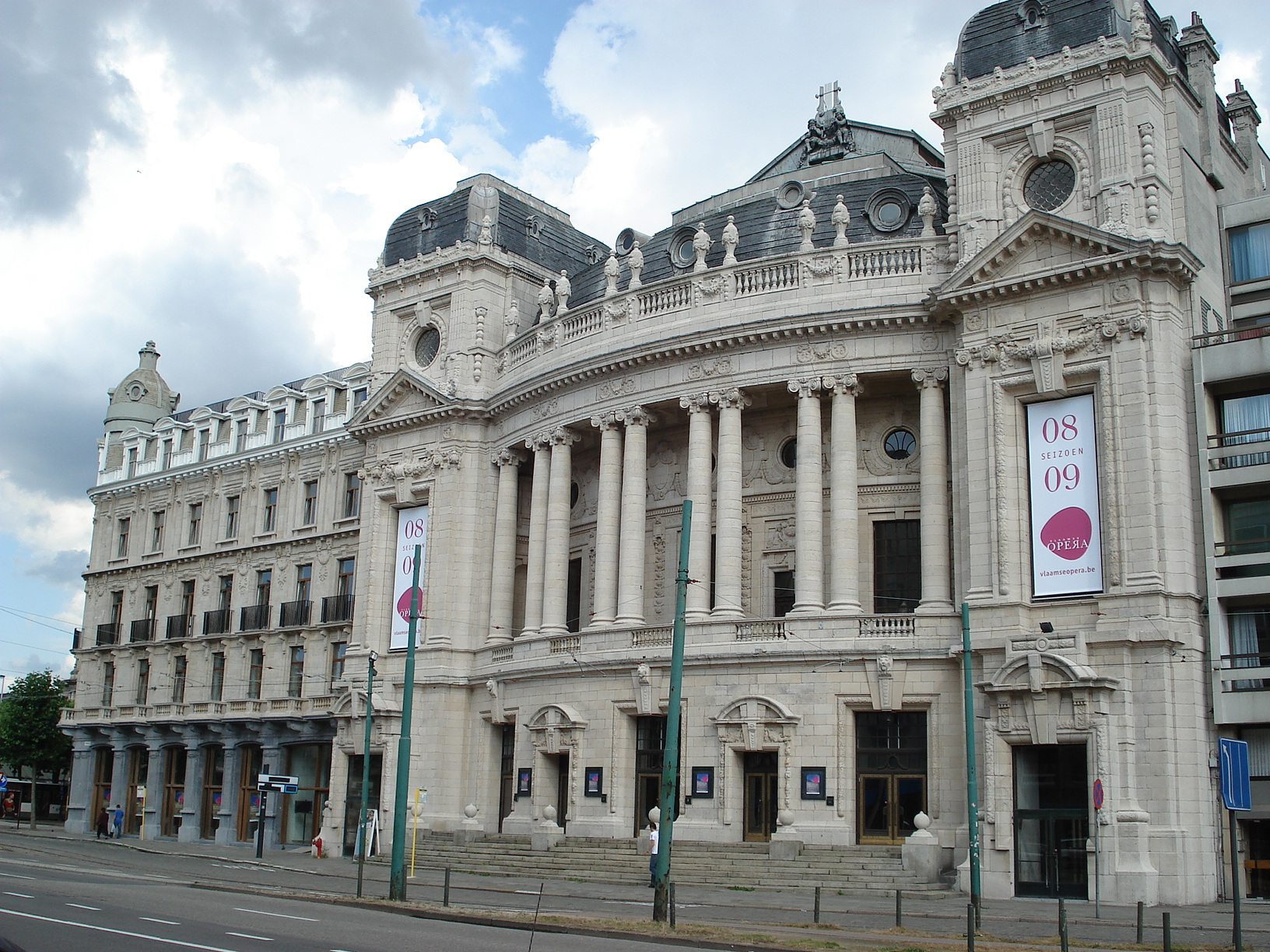
Будівля Фламандської опери в Антверпені

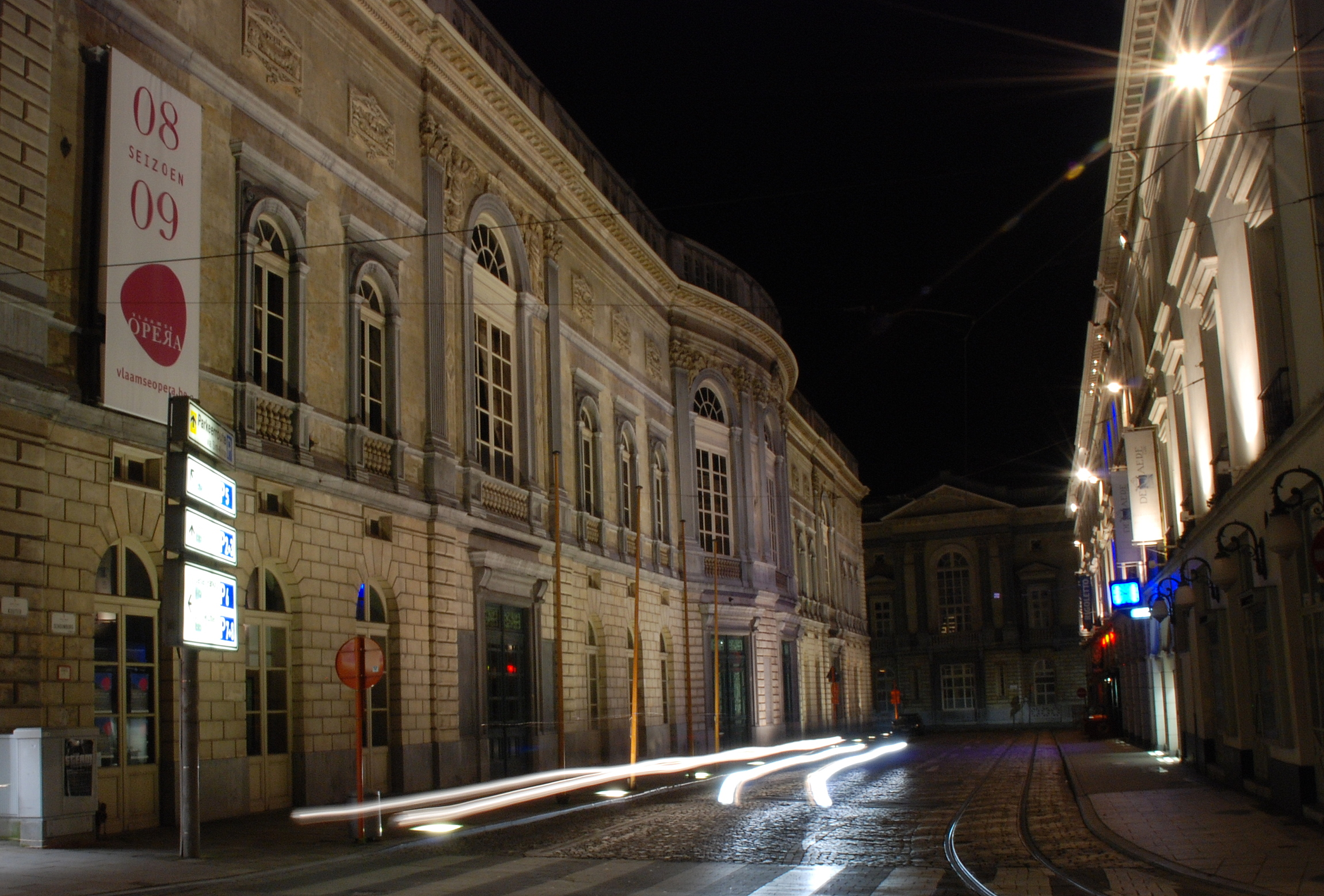
Будівля Фламандської опери в Генті

Фламандська опера (нід. Vlaamse Opera) — некомерційна організація, що займається організацією оперних вистав і концертів в Антверпені та Генті.
У сьогоднішній формі виникла у 2008 після злиття опер в Антверпені та Генті і реорганізацій, що відбулися після неї.
З січня 2009 на чолі стоїть швейцарський співак і оперний директор Авіель Кан.